# Lipaza
Lipaza je enzim koji katalizuje formiranje ili raskidanje (hidrolizu) masti (lipida). Lipaze u potklasa esteraza.
Lipaze imaju esencijalne uloge u varenju, transportu i preradi dijetarnih lipida (npr. triglicerida, masti, ulja) u većini, ako ne i u svim, živim organizmima. Geni koji kodiraju lipaze su čak prisutni i u pojedinim virusima.

## Funkcija
Većina lipaza deluje na specifičnoj poziciji na glicerolnoj osnovi lipidnog supstrata (A1, A2 ili A3) (tanka creva). Na primer, lipaza ljudskog pankreasa (HPL), koja je glavni enzim za razlaganje dijetarne masti u ljudskom digestivnom sistemu, konvertuje trigliceridne supstrate ulja u monogliceride i masne kiseline.
Nekoliko drugih tipova lipaza se javlja u prirodi, poput fosfolipaza i sfingomijelinaza, međutim one se obično razmatraju zasebno od "konvencionih" lipaza.
Neke lipaze izražavaju i izlučuju patogeni organizmi tokom infekcije. Candida albicans ima posebno veliki broj različitih lipaza, sa širokim spektrom lipidnog dejstva. To doprinosi istrajnosti i virulenciji C. albicans u ljudskom tkivu.

## Struktura i katalitički mehanizam
Raznovrstan niz genetički jedinstvenih lipaza je nađen u prirodi. One predstavljaju nekoliko tipova savijanja proteina i katalitičkih mehanizama. Većina lipaza ima strukturu alfa/beta hidrolaznog savijanja i koristi hidrolazni mehanizam sličan mehanizmu himotripsina u kome učestvuje serinski nukleofil, kiseli ostatak (obično aspartična kiselina), i histidin.

## Literatura
- Nicholas C. Price; Lewis Stevens (1999). Fundamentals of Enzymology: The Cell and Molecular Biology of Catalytic Proteins (Third изд.). USA: Oxford University Press. ISBN 019850229X.
- Eric J. Toone (2006). Advances in Enzymology and Related Areas of Molecular Biology, Protein Evolution (Volume 75 изд.). Wiley-Interscience. ISBN 0471205036.
- Branden C; Tooze J. Introduction to Protein Structure. New York, NY: Garland Publishing. ISBN 0-8153-2305-0.
- Irwin H. Segel. Enzyme Kinetics: Behavior and Analysis of Rapid Equilibrium and Steady-State Enzyme Systems (Book 44 изд.). Wiley Classics Library. ISBN 0471303097.

## Spoljašnje veze
- Lipase на 
- Selektivni inhibitori monoacilglicerolne lipaze kao tretman za neurološke poremećaje
- orijentacija proteina u membranama families/superfamily-90 - Fosfolipaze A2
- orijentacija proteina u membranama families/superfamily-29 - Druga membranska fosfolipaza A
- orijentacija proteina u membranama families/superfamily-134 - Citosolna fosfolipaza A2 i patatin
- orijentacija proteina u membranama families/superfamily-126 - Bakterijska i sisarske fosfolipaze C
- orijentacija proteina u membranama families/superfamily-88 - α-toksin (bakterijska fosfolipaza C)